# ساراگوسا (آلاباما)
ساراگوسا (به انگلیسی: Saragossa) یک منطقهٔ مسکونی در ایالات متحده آمریکا است که در شهرستان واکر، آلاباما واقع شده‌است. ساراگوسا ۱۶۴٫۹ متر بالاتر از سطح دریا واقع شده‌است.